# Himmelfall
Himmelfall är en norsk dramakomedifilm från 2002 i regi av Gunnar Vikene, med Maria Bonnevie och Kristoffer Joner i huvudrollerna. Filmen hade biopremiär i Norge den 18 oktober 2002.

## Handling
Filmen utspelar sig över jul på ett mentalsjukhus i Bergen, där en man är övertygad om att jorden mycket snart kommer att gå under, samtidigt som han försöker förhindra att en kvinnlig medpatient tar livet av sig.

## Rollista
- Kim Bodnia – Johannes, psykiater
- Maria Bonnevie – Juni
- Kristoffer Joner – Reidar
- Hildegun Riise – Vigdis, hemhjälpen
- Irene Ahnell – Ane
- Stig Ryste Amdam – polis
- Janny Hoff Brekke – Junis mor
- Jon Bleiklie Devik – Alf
- Erling Fidjestøl – manlig sjukvårdare
- Gjert Haga – taxichaufför
- Endre Hellestveit – Thomas, taxichaufför
- Helge M. Iversen – taxichaufför
- Jon Ketil Johnsen – polis
- Gitte Rio Jørgensen – fru Ruud, Reidars mor
- Petter Width Kristiansen – Eilert
- Sverre Røssummoen – polis
- Kjersti Botn Sandal – Siw
- Bjørn Sundquist – Junis far
- Steinar Thon – polis
- Min Min Tun – Wong

## Mottagande
Liv Jørgensen på Dagbladet kallade filmens manus "både enkelt och sammansatt", och skrev att "det kan verka dystert, men Vikene berättar med skev humor och känsla för mångfalden i sina personer".
Gitte Rio Jørgensen blev nominerad till Amandapriset för bästa skådespelerska.